# Dina Rubina

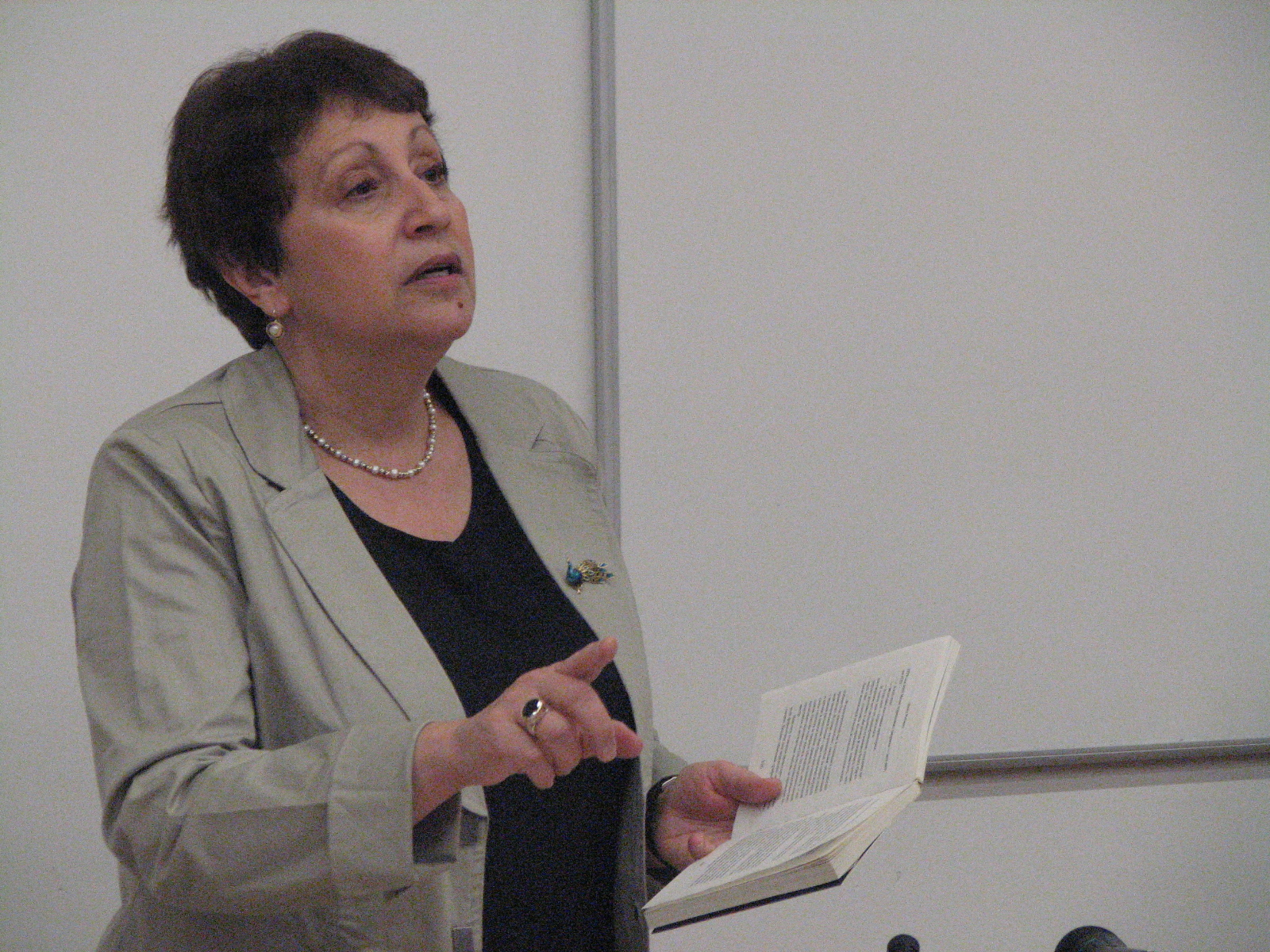
Dina Rubina 2011 in Tallinn, Estland

Dina Iljinitschna Rubina (russisch Дина Ильи́нична Ру́бина; * 19. September 1953 in Taschkent) ist eine usbekisch-israelische Schriftstellerin, die ihre Werke in russischer Sprache verfasst.

## Biografie
Dina Rubina wurde am 19. September 1953 in Taschkent als Tochter einer Geschichtslehrerin und eines Malers geboren. Sie absolvierte eine Musikschule in Taschkent und lehrte später am Konservatorium. 1984 zog sie nach Moskau und emigrierte 1990 kurz vor dem Zerfall der Sowjetunion wie viele Juden mit ihrer Familie nach Israel. Heute lebt sie mit ihrem Ehemann Boris Karafelov, einem freiberuflichen Maler, in Mewasseret Zion unweit von Jerusalem.
Rubina hat über fünfzig Bücher geschrieben, von denen manche in bis zu zwanzig Sprachen übersetzt worden sind. Zu ihren erfolgreichsten Werken gehören „Вот идет Мессия!“ („Hier kommt der Messias!“) und „Синдикат“ („Syndikat“). In deutscher Übersetzung gibt es bisher nur „Hier kommt der Messias!“ , „Der letzte Eber aus den Wäldern Pontevedras“ sowie „Die weiße Taube von Córdoba“.